# Liste der Nummer-eins-Hits in den britischen Charts (2016)
Dies ist eine Liste der Nummer-eins-Hits in den britischen Charts im Jahr 2016. Sie basiert auf den Official Singles Chart Top 100 und den Albums Chart Top 100, die von der Official Charts Company ermittelt werden.
Die britischen Charts werden unmittelbar nach Ende der Verkaufswoche veröffentlicht und gelten für die der Verkaufswoche folgende Woche. Ausgabedatum ist der letzte Tag der Woche, also der Donnerstag eine Woche nach Ende der Verkaufswoche.

## Singles
| ← 2015 ← | Liste der Nummer-eins-Hits in den britischen Charts | Liste der Nummer-eins-Hits in den britischen Charts | Liste der Nummer-eins-Hits in den britischen Charts | 2017 → |
| \| Zeitraum \| Wo. ges. \| Interpret \| Titel Autor(en) \| Zusätzliche Informationen \| \| (Zeitraum, Wochen auf Platz eins, Interpret, Titel, Autor[en], zusätzliche Informationen) \| \| \| \| \| \| ----------------------------------------------------------------------------------------- \| -------- \| ----------------------------------------- \| ------------------------------------------------------------------------------------------------------------------------------------------------------- \| ----------------------------------------------------------------------------------------------------------------------------------------------------------------- \| \| 1. Januar 2016 – 21. Januar 2016 3 Wochen (insgesamt 6) \| 6 \| Justin Bieber \| Love Yourself Ed Sheeran, Benjamin Levin, Justin Bieber \| – \| \| 22. Januar 2016 – 4. Februar 2016 2 Wochen \| 2 \| Shawn Mendes \| Stitches Danny Parker, Teddy Geiger, Daniel Kyriakides \| – \| \| 5. Februar 2016 – 11. Februar 2016 1 Woche \| 1 \| Zayn \| Pillowtalk Zayn Malik, Levi Lennox, Anthony Hannides, Michael Hannides, Joe Garrett \| Knapp ein Jahr nachdem Malik die Boygroup One Direction verlassen hat landete er mit seiner ersten Solo-Produktion gleich einen Nummer-eins-Hit in seiner Heimat. \| \| 12. Februar 2016 – 17. März 2016 5 Wochen \| 5 \| Lukas Graham \| 7 Years Lukas Forchhammer, Morten Ristorp, Stefan Forrest, Morten Pilegaard \| – \| \| 18. März 2016 – 14. April 2016 4 Wochen \| 4 \| Mike Posner \| I Took a Pill in Ibiza Mike Posner \| – \| \| 15. April 2016 – 28. Juli 2016 15 Wochen \| 15 \| Drake feat. WizKid & Kyla \| One Dance Aubrey Drake Graham, Paul Jefferies, Noah Shebib, Logan Sama, Ayodeji Ibrahim Balogun, Themba Sekowe, Kyla Reid, Errol Reid, Luke Reid \| – \| \| 29. Juli 2016 – 1. September 2016 5 Wochen \| 5 \| Major Lazer feat. Justin Bieber & Mø \| Cold Water Ed Sheeran, Benjamin Levin, Karen Marie Ørsted, Thomas Pentz, Justin Bieber, Jamie Scott, Philip Meckseper, Henry Allen \| – \| \| 2. September 2016 – 29. September 2016 4 Wochen \| 4 \| The Chainsmokers feat. Halsey \| Closer Andrew Taggart, Ashley Frangipane, Shaun Frank, Frederic Kennett, Isaac Slade, Joe King \| – \| \| 30. September 2016 – 20. Oktober 2016 3 Wochen \| 3 \| James Arthur \| Say You Won’t Let Go James Arthur, Neil Ormandy, Steven Solomon, Aodhán Dorrian \| – \| \| 21. Oktober 2016 – 10. November 2016 3 Wochen \| 3 \| Little Mix \| Shout Out to My Ex Edvard Førre Erfjord, Henrik Michelsen, Camille Purcell, Iain James, Perrie Edwards, Jesy Nelson, Leigh-Anne Pinnock, Jade Thirlwall \| – \| \| 11. November 2016 – 12. Januar 2017 9 Wochen \| 9 \| Clean Bandit feat. Sean Paul & Anne-Marie \| Rockabye Jack Patterson, Steve Mac, Ammar Malik, Ina Wroldsen, Sean Paul Henriques \| – \| |                                                     |                                                     | | |
| ← 2015 |                                                     |                                                     | | → 2017 → |
| Zeitraum | Wo. ges.                                            | Interpret                                           | Titel Autor(en) | Zusätzliche Informationen |
| (Zeitraum, Wochen auf Platz eins, Interpret, Titel, Autor[en], zusätzliche Informationen) |                                                     |                                                     | | |
| 1. Januar 2016 – 21. Januar 2016 3 Wochen (insgesamt 6) | 6                                                   | Justin Bieber                                       | Love Yourself Ed Sheeran, Benjamin Levin, Justin Bieber                                                                                                 | – |
| 22. Januar 2016 – 4. Februar 2016 2 Wochen | 2                                                   | Shawn Mendes                                        | Stitches Danny Parker, Teddy Geiger, Daniel Kyriakides                                                                                                  | – |
| 5. Februar 2016 – 11. Februar 2016 1 Woche | 1                                                   | Zayn                                                | Pillowtalk Zayn Malik, Levi Lennox, Anthony Hannides, Michael Hannides, Joe Garrett                                                                     | Knapp ein Jahr nachdem Malik die Boygroup One Direction verlassen hat landete er mit seiner ersten Solo-Produktion gleich einen Nummer-eins-Hit in seiner Heimat. |
| 12. Februar 2016 – 17. März 2016 5 Wochen | 5                                                   | Lukas Graham                                        | 7 Years Lukas Forchhammer, Morten Ristorp, Stefan Forrest, Morten Pilegaard                                                                             | – |
| 18. März 2016 – 14. April 2016 4 Wochen | 4                                                   | Mike Posner                                         | I Took a Pill in Ibiza Mike Posner | – |
| 15. April 2016 – 28. Juli 2016 15 Wochen | 15                                                  | Drake feat. WizKid & Kyla                           | One Dance Aubrey Drake Graham, Paul Jefferies, Noah Shebib, Logan Sama, Ayodeji Ibrahim Balogun, Themba Sekowe, Kyla Reid, Errol Reid, Luke Reid        | – |
| 29. Juli 2016 – 1. September 2016 5 Wochen | 5                                                   | Major Lazer feat. Justin Bieber & Mø                | Cold Water Ed Sheeran, Benjamin Levin, Karen Marie Ørsted, Thomas Pentz, Justin Bieber, Jamie Scott, Philip Meckseper, Henry Allen                      | – |
| 2. September 2016 – 29. September 2016 4 Wochen | 4                                                   | The Chainsmokers feat. Halsey                       | Closer Andrew Taggart, Ashley Frangipane, Shaun Frank, Frederic Kennett, Isaac Slade, Joe King                                                          | – |
| 30. September 2016 – 20. Oktober 2016 3 Wochen | 3                                                   | James Arthur                                        | Say You Won’t Let Go James Arthur, Neil Ormandy, Steven Solomon, Aodhán Dorrian                                                                         | – |
| 21. Oktober 2016 – 10. November 2016 3 Wochen | 3                                                   | Little Mix                                          | Shout Out to My Ex Edvard Førre Erfjord, Henrik Michelsen, Camille Purcell, Iain James, Perrie Edwards, Jesy Nelson, Leigh-Anne Pinnock, Jade Thirlwall | – |
| 11. November 2016 – 12. Januar 2017 9 Wochen | 9                                                   | Clean Bandit feat. Sean Paul & Anne-Marie           | Rockabye Jack Patterson, Steve Mac, Ammar Malik, Ina Wroldsen, Sean Paul Henriques                                                                      | – |

## Alben
| ← 2015 ← | Liste der Nummer-eins-Hits in den britischen Charts | Liste der Nummer-eins-Hits in den britischen Charts | Liste der Nummer-eins-Hits in den britischen Charts                     | 2017 → |
| \| Zeitraum \| Wo. ges. \| Interpret \| Titel \| Zusätzliche Informationen \| \| (Zeitraum, Wochen auf Platz eins, Interpret, Titel, zusätzliche Informationen) \| \| \| \| \| \| ------------------------------------------------------------------------------ \| -------- \| -------------------------------------------- \| ----------------------------------------------------------------------- \| ------------------------------------------------------------------------------------------------------------------------------------------------------------------------------------------------------------------------------------------------------------------------------------------------------ \| \| 27. November 2015 – 14. Januar 2016 7 Wochen (insgesamt 13) \| 13 \| Adele \| 25 \| – \| \| 15. Januar 2016 – 4. Februar 2016 3 Wochen \| 3 \| David Bowie \| Blackstar \| – \| \| 5. Februar 2016 – 11. Februar 2016 1 Woche \| 1 \| David Bowie \| Best of Bowie \| – \| \| 12. Februar 2016 – 18. Februar 2016 1 Woche \| 1 \| Coldplay \| A Head Full of Dreams \| Das Album gehörte zu den 10 meistverkauften im Jahr 2015, war aber hinter Adele nur auf Platz 2 eingestiegen. Nach dem Auftritt der Band beim Super Bowl 50 stieg es in der zehnten Chartwoche doch noch auf Platz 1. Damit erreichten alle 7 Studioalben der Band seit 2000 in UK die Chartspitze.[1] \| \| 19. Februar 2016 – 3. März 2016 2 Wochen (insgesamt 13) \| 13 \| Adele \| 25 \| – \| \| 4. März 2016 – 10. März 2016 1 Woche \| 1 \| The 1975 \| I Like It When You Sleep, for You Are So Beautiful Yet So Unaware of It \| – \| \| 11. März 2016 – 31. März 2016 3 Wochen (insgesamt 13) \| 13 \| Adele \| 25 \| – \| \| 1. April 2016 – 7. April 2016 1 Woche \| 1 \| Zayn \| Mind of Mine \| – \| \| 8. April 2016 – 14. April 2016 1 Woche \| 1 \| The Last Shadow Puppets \| Everything You've Come to Expect \| – \| \| 15. April 2016 – 21. April 2016 1 Woche \| 1 \| The Lumineers \| Cleopatra \| – \| \| 22. April 2016 – 28. April 2016 1 Woche \| 1 \| PJ Harvey \| The Hope Six Demolition Project \| – \| \| 29. April 2016 – 5. Mai 2016 1 Woche \| 1 \| Beyoncé \| Lemonade \| – \| \| 6. Mai 2016 – 12. Mai 2016 1 Woche (insgesamt 2) \| 2 \| Drake \| Views \| – \| \| 13. Mai 2016 – 19. Mai 2016 1 Woche (insgesamt 2) \| 2 \| Radiohead \| A Moon Shaped Pool \| – \| \| 20. Mai 2016 – 26. Mai 2016 1 Woche (insgesamt 2) \| 2 \| Drake \| Views \| – \| \| 27. Mai 2016 – 2. Juni 2016 1 Woche \| 1 \| Ariana Grande \| Dangerous Woman \| – \| \| 3. Juni 2016 – 9. Juni 2016 1 Woche \| 1 \| Catfish and the Bottlemen \| The Ride \| – \| \| 10. Juni 2016 – 16. Juni 2016 1 Woche \| 1 \| Paul Simon \| Stranger to Stranger \| – \| \| 17. Juni 2016 – 23. Juni 2016 1 Woche \| 1 \| Rick Astley \| 50 \| – \| \| 24. Juni 2016 – 30. Juni 2016 1 Woche (insgesamt 2) \| 2 \| Radiohead \| A Moon Shaped Pool \| – \| \| 1. Juli 2016 – 7. Juli 2016 1 Woche (insgesamt 13) \| 13 \| Adele \| 25 \| – \| \| 8. Juli 2016 – 14. Juli 2016 1 Woche \| 1 \| blink-182 \| California \| – \| \| 15. Juli 2016 – 21. Juli 2016 1 Woche \| 1 \| Biffy Clyro \| Ellipsis \| – \| \| 22. Juli 2016 – 28. Juli 2016 1 Woche \| 1 \| Michael Kiwanuka \| Love & Hate \| – \| \| 29. Juli 2016 – 4. August 2016 1 Woche \| 1 \| Electric Light Orchestra \| All Over the World: The Very Best of Electric Light Orchestra \| – \| \| 5. August 2016 – 11. August 2016 1 Woche \| 1 \| Viola Beach \| Viola Beach \| – \| \| 12. August 2016 – 25. August 2016 2 Wochen \| 2 \| Blossoms \| Blossoms \| – \| \| 26. August 2016 – 1. September 2016 1 Woche \| 1 \| Frank Ocean \| Blonde \| – \| \| 2. September 2016 – 8. September 2016 1 Woche \| 1 \| Barbra Streisand \| Encore: Movie Partners Sing Broadway \| – \| \| 9. September 2016 – 15. September 2016 1 Woche \| 1 \| Ward Thomas \| Cartwheels \| – \| \| 16. September 2016 – 29. September 2016 2 Wochen \| 2 \| Bastille \| Wild World \| – \| \| 30. September 2016 – 6. Oktober 2016 1 Woche \| 1 \| Passenger \| Young as the Morning, Old as the Sea \| – \| \| 7. Oktober 2016 – 13. Oktober 2016 1 Woche \| 1 \| Craig David \| Following My Intuition \| – \| \| 14. Oktober 2016 – 20. Oktober 2016 1 Woche \| 1 \| Green Day \| Revolution Radio \| – \| \| 21. Oktober 2016 – 27. Oktober 2016 1 Woche \| 1 \| Kings of Leon \| WALLS \| – \| \| 28. Oktober 2016 – 3. November 2016 1 Woche \| 1 \| Elvis Presley & Royal Philharmonic Orchestra \| The Wonder of You \| Für Presley ist dies bereits das 13. Nummer-eins-Album in den britischen Charts, womit er – zusammen mit Robbie Williams – der Solointerpret ist, der am häufigsten die Spitze der Album-Charts erreichen konnte.[2][3] \| \| 4. November 2016 – 10. November 2016 1 Woche \| 1 \| James Arthur \| Back from the Edge \| – \| \| 11. November 2016 – 17. November 2016 1 Woche \| 1 \| Robbie Williams \| The Heavy Entertainment Show \| – \| \| 18. November 2016 – 24. November 2016 1 Woche \| 1 \| Olly Murs \| 24 Hrs \| – \| \| 25. November 2016 – 8. Dezember 2016 2 Wochen (insgesamt 5) \| 5 \| Little Mix \| Glory Days \| – \| \| 9. Dezember 2016 – 15. Dezember 2016 1 Woche \| 1 \| The Rolling Stones \| Blue & Lonesome \| – \| \| 16. Dezember 2016 – 29. Dezember 2016 2 Wochen \| 2 \| Michael Ball & Alfie Boe \| Together \| – \| \| 30. Dezember 2016 – 19. Januar 2017 3 Wochen (insgesamt 5) \| 5 \| Little Mix \| Glory Days \| – \| |                                                     |                                                     |                                                                         | |
| ← 2015 |                                                     |                                                     |                                                                         | → 2017 → |
| Zeitraum | Wo. ges.                                            | Interpret                                           | Titel                                                                   | Zusätzliche Informationen |
| (Zeitraum, Wochen auf Platz eins, Interpret, Titel, zusätzliche Informationen) |                                                     |                                                     |                                                                         | |
| 27. November 2015 – 14. Januar 2016 7 Wochen (insgesamt 13) | 13                                                  | Adele                                               | 25                                                                      | – |
| 15. Januar 2016 – 4. Februar 2016 3 Wochen | 3                                                   | David Bowie                                         | Blackstar                                                               | – |
| 5. Februar 2016 – 11. Februar 2016 1 Woche | 1                                                   | David Bowie                                         | Best of Bowie                                                           | – |
| 12. Februar 2016 – 18. Februar 2016 1 Woche | 1                                                   | Coldplay                                            | A Head Full of Dreams                                                   | Das Album gehörte zu den 10 meistverkauften im Jahr 2015, war aber hinter Adele nur auf Platz 2 eingestiegen. Nach dem Auftritt der Band beim Super Bowl 50 stieg es in der zehnten Chartwoche doch noch auf Platz 1. Damit erreichten alle 7 Studioalben der Band seit 2000 in UK die Chartspitze. |
| 19. Februar 2016 – 3. März 2016 2 Wochen (insgesamt 13) | 13                                                  | Adele                                               | 25                                                                      | – |
| 4. März 2016 – 10. März 2016 1 Woche | 1                                                   | The 1975                                            | I Like It When You Sleep, for You Are So Beautiful Yet So Unaware of It | – |
| 11. März 2016 – 31. März 2016 3 Wochen (insgesamt 13) | 13                                                  | Adele                                               | 25                                                                      | – |
| 1. April 2016 – 7. April 2016 1 Woche | 1                                                   | Zayn                                                | Mind of Mine                                                            | – |
| 8. April 2016 – 14. April 2016 1 Woche | 1                                                   | The Last Shadow Puppets                             | Everything You've Come to Expect                                        | – |
| 15. April 2016 – 21. April 2016 1 Woche | 1                                                   | The Lumineers                                       | Cleopatra                                                               | – |
| 22. April 2016 – 28. April 2016 1 Woche | 1                                                   | PJ Harvey                                           | The Hope Six Demolition Project                                         | – |
| 29. April 2016 – 5. Mai 2016 1 Woche | 1                                                   | Beyoncé                                             | Lemonade                                                                | – |
| 6. Mai 2016 – 12. Mai 2016 1 Woche (insgesamt 2) | 2                                                   | Drake                                               | Views                                                                   | – |
| 13. Mai 2016 – 19. Mai 2016 1 Woche (insgesamt 2) | 2                                                   | Radiohead                                           | A Moon Shaped Pool                                                      | – |
| 20. Mai 2016 – 26. Mai 2016 1 Woche (insgesamt 2) | 2                                                   | Drake                                               | Views                                                                   | – |
| 27. Mai 2016 – 2. Juni 2016 1 Woche | 1                                                   | Ariana Grande                                       | Dangerous Woman                                                         | – |
| 3. Juni 2016 – 9. Juni 2016 1 Woche | 1                                                   | Catfish and the Bottlemen                           | The Ride                                                                | – |
| 10. Juni 2016 – 16. Juni 2016 1 Woche | 1                                                   | Paul Simon                                          | Stranger to Stranger                                                    | – |
| 17. Juni 2016 – 23. Juni 2016 1 Woche | 1                                                   | Rick Astley                                         | 50                                                                      | – |
| 24. Juni 2016 – 30. Juni 2016 1 Woche (insgesamt 2) | 2                                                   | Radiohead                                           | A Moon Shaped Pool                                                      | – |
| 1. Juli 2016 – 7. Juli 2016 1 Woche (insgesamt 13) | 13                                                  | Adele                                               | 25                                                                      | – |
| 8. Juli 2016 – 14. Juli 2016 1 Woche | 1                                                   | blink-182                                           | California                                                              | – |
| 15. Juli 2016 – 21. Juli 2016 1 Woche | 1                                                   | Biffy Clyro                                         | Ellipsis                                                                | – |
| 22. Juli 2016 – 28. Juli 2016 1 Woche | 1                                                   | Michael Kiwanuka                                    | Love & Hate                                                             | – |
| 29. Juli 2016 – 4. August 2016 1 Woche | 1                                                   | Electric Light Orchestra                            | All Over the World: The Very Best of Electric Light Orchestra           | – |
| 5. August 2016 – 11. August 2016 1 Woche | 1                                                   | Viola Beach                                         | Viola Beach                                                             | – |
| 12. August 2016 – 25. August 2016 2 Wochen | 2                                                   | Blossoms                                            | Blossoms                                                                | – |
| 26. August 2016 – 1. September 2016 1 Woche | 1                                                   | Frank Ocean                                         | Blonde                                                                  | – |
| 2. September 2016 – 8. September 2016 1 Woche | 1                                                   | Barbra Streisand                                    | Encore: Movie Partners Sing Broadway                                    | – |
| 9. September 2016 – 15. September 2016 1 Woche | 1                                                   | Ward Thomas                                         | Cartwheels                                                              | – |
| 16. September 2016 – 29. September 2016 2 Wochen | 2                                                   | Bastille                                            | Wild World                                                              | – |
| 30. September 2016 – 6. Oktober 2016 1 Woche | 1                                                   | Passenger                                           | Young as the Morning, Old as the Sea                                    | – |
| 7. Oktober 2016 – 13. Oktober 2016 1 Woche | 1                                                   | Craig David                                         | Following My Intuition                                                  | – |
| 14. Oktober 2016 – 20. Oktober 2016 1 Woche | 1                                                   | Green Day                                           | Revolution Radio                                                        | – |
| 21. Oktober 2016 – 27. Oktober 2016 1 Woche | 1                                                   | Kings of Leon                                       | WALLS                                                                   | – |
| 28. Oktober 2016 – 3. November 2016 1 Woche | 1                                                   | Elvis Presley & Royal Philharmonic Orchestra        | The Wonder of You                                                       | Für Presley ist dies bereits das 13. Nummer-eins-Album in den britischen Charts, womit er – zusammen mit Robbie Williams – der Solointerpret ist, der am häufigsten die Spitze der Album-Charts erreichen konnte.                                                                                   |
| 4. November 2016 – 10. November 2016 1 Woche | 1                                                   | James Arthur                                        | Back from the Edge                                                      | – |
| 11. November 2016 – 17. November 2016 1 Woche | 1                                                   | Robbie Williams                                     | The Heavy Entertainment Show                                            | – |
| 18. November 2016 – 24. November 2016 1 Woche | 1                                                   | Olly Murs                                           | 24 Hrs                                                                  | – |
| 25. November 2016 – 8. Dezember 2016 2 Wochen (insgesamt 5) | 5                                                   | Little Mix                                          | Glory Days                                                              | – |
| 9. Dezember 2016 – 15. Dezember 2016 1 Woche | 1                                                   | The Rolling Stones                                  | Blue & Lonesome                                                         | – |
| 16. Dezember 2016 – 29. Dezember 2016 2 Wochen | 2                                                   | Michael Ball & Alfie Boe                            | Together                                                                | – |
| 30. Dezember 2016 – 19. Januar 2017 3 Wochen (insgesamt 5) | 5                                                   | Little Mix                                          | Glory Days                                                              | – |

## Jahreshitparaden
| ← 2015 ← | Liste der Nummer-eins-Hits in den britischen Charts | Liste der Nummer-eins-Hits in den britischen Charts            | Liste der Nummer-eins-Hits in den britischen Charts | 2017 →   |
| \| Singles \| Position# \| Alben \| \| -------------------------------------------------------------------------------------------------------------------------------------------------------------------------- \| --------- \| -------------------------------------------------------------- \| \| One Dance Drake feat. WizKid & Kyla Aubrey Drake Graham, Paul Jefferies, Noah Shebib, Logan Sama, Ayodeji Ibrahim Balogun, Themba Sekowe, Kyla Reid, Errol Reid, Luke Reid \| 1 \| 25 Adele \| \| 7 Years Lukas Graham Lukas Forchhammer, Morten Ristorp, Stefan Forrest, Morten Pilegaard \| 2 \| A Head Full of Dreams Coldplay \| \| Cheap Thrills Sia feat. Sean Paul Sia Furler, Greg Kurstin, Sean Paul Henriques \| 3 \| Together Michael Ball & Alfie Boe \| \| I Took a Pill in Ibiza Mike Posner \| 4 \| Purpose Justin Bieber \| \| This Is What You Came For Calvin Harris feat. Rihanna Calvin Harris, Taylor Swift \| 5 \| The Wonder of You Elvis Presley & Royal Philharmonic Orchestra \| \| Lush Life Zara Larsson Emanuel Abrahamsson, Marcus Sepehrmanesh, Linnea Södahl, Fridolin Walcher, Christoph Bauss, Iman Conta Hultén \| 6 \| Blackstar David Bowie \| \| Closer The Chainsmokers feat. Halsey Andrew Taggart, Ashley Frangipane, Shaun Frank, Frederic Kennett, Isaac Slade, Joe King \| 7 \| Glory Days Little Mix \| \| Love Yourself Justin Bieber Ed Sheeran, Benjamin Levin, Justin Bieber \| 8 \| Views Drake \| \| Work Rihanna feat. Drake Jahron Braithwaite, Matthew Samuels, Allen Ritter, Rupert Thomas, Aubrey Drake Graham, Robyn Fenty, Monte Moir \| 9 \| I Cry When I Laugh Jess Glynne \| \| Can’t Stop the Feeling! Justin Timberlake , Max Martin, Karl Johan Schuster \| 10 \| Best of Bowie David Bowie \| |                                                     |                                                                |                                                     |          |
| ← 2015 |                                                     |                                                                |                                                     | → 2017 → |
| Singles | Position#                                           | Alben                                                          |                                                     |          |
| One Dance Drake feat. WizKid & Kyla Aubrey Drake Graham, Paul Jefferies, Noah Shebib, Logan Sama, Ayodeji Ibrahim Balogun, Themba Sekowe, Kyla Reid, Errol Reid, Luke Reid | 1                                                   | 25 Adele                                                       |                                                     |          |
| 7 Years Lukas Graham Lukas Forchhammer, Morten Ristorp, Stefan Forrest, Morten Pilegaard | 2                                                   | A Head Full of Dreams Coldplay                                 |                                                     |          |
| Cheap Thrills Sia feat. Sean Paul Sia Furler, Greg Kurstin, Sean Paul Henriques | 3                                                   | Together Michael Ball & Alfie Boe                              |                                                     |          |
| I Took a Pill in Ibiza Mike Posner | 4                                                   | Purpose Justin Bieber                                          |                                                     |          |
| This Is What You Came For Calvin Harris feat. Rihanna Calvin Harris, Taylor Swift | 5                                                   | The Wonder of You Elvis Presley & Royal Philharmonic Orchestra |                                                     |          |
| Lush Life Zara Larsson Emanuel Abrahamsson, Marcus Sepehrmanesh, Linnea Södahl, Fridolin Walcher, Christoph Bauss, Iman Conta Hultén | 6                                                   | Blackstar David Bowie                                          |                                                     |          |
| Closer The Chainsmokers feat. Halsey Andrew Taggart, Ashley Frangipane, Shaun Frank, Frederic Kennett, Isaac Slade, Joe King | 7                                                   | Glory Days Little Mix                                          |                                                     |          |
| Love Yourself Justin Bieber Ed Sheeran, Benjamin Levin, Justin Bieber | 8                                                   | Views Drake                                                    |                                                     |          |
| Work Rihanna feat. Drake Jahron Braithwaite, Matthew Samuels, Allen Ritter, Rupert Thomas, Aubrey Drake Graham, Robyn Fenty, Monte Moir | 9                                                   | I Cry When I Laugh Jess Glynne                                 |                                                     |          |
| Can’t Stop the Feeling! Justin Timberlake , Max Martin, Karl Johan Schuster | 10                                                  | Best of Bowie David Bowie                                      |                                                     |          |